# مانويل جاليتش
مانويل جاليتش (بالإنجليزية: Manuel Francisco Galich López) كاتب غواتيمالي ولد في 30 نوفمبر 1913 في مدينة غواتيمالا وتوفي في 31 أغسطس 1984 في هافانا.

## عن حياته

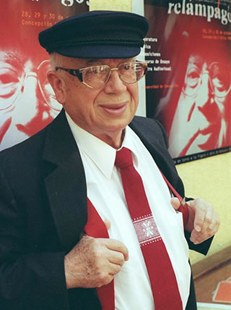
مانويل جاليتش

كان والدا مانويل غاليتش هما ماريا إيزابيل لوبيز سانتا كروز ولويس ديونيسيو غاليتش أوركيا. كان لديه ثلاثة أشقاء ، وفي عام 1928 ، وبفضل منحة دراسية منحته في المدرسة العادية للرجال ، بدأ دراسته الثانوية ، ولكن بسبب إضراب في المدرسة العادية تم نقله إلى المعهد الوطني المركزي للرجال ، وهي مؤسسة حصل فيها عام 1932 على لقب معلم التعليم الابتدائي ودرجة بكالوريوس العلوم والآداب. تم تأكيد مواهبه الفنية هذا العام. لقد كتب وأخرج أول عمل له بعنوان «المتآمرون» ، وبالتالي بدأ تطوره ككاتب مسرحي. وبعد عام قام بتدريس علم أصول التدريس والأدب والقواعد والتاريخ في المدرسة المركزية العادية للرجال والمعهد المركزي العادي لملكة جمال بيلين.
في عام 1933 التحق بالجامعة الوطنية التي تخرج فيها كمحام ، وعين بعد عامين من قبل نقابة المحامين كعضو من قبل مجلس إدارة كلية العلوم القانونية والاجتماعية.
بالتزامن مع نشاطه التدريسي ، كتب مقالات مسرحية قام الطلاب بتمثيلها؛ لذلك ، منذ صغره كان يشارك في المسرح. بدأ كممثل من سن الحادية عشرة وكعضو في المسرح الإذاعي على راديو TGW الرسمي ، وأصبح مؤلفًا له مسرحيات قيمة. كان أحد أكثر الشباب تمثيلا الذين قاتلوا ضد ديكتاتوريات خورخي أوبيكو ذ كاستانيدا وخوان فيديريكو بونس فيدس ، وثوري ظهر من ثورة 20 أكتوبر 1944. في كتابه من الذعر إلى الهجوم ، يروي كفاح جيله ضد الديكتاتور.

## الحياة السياسية

### المشاركة في سقوط خورخي يوبيكو
في 22 يونيو 1944 ، بعد أكثر من شهر من الاحتجاجات ضد حكومة الجنرال خورخي يوبيكو ، تم إرسال وثيقة موقعة من 311 شخصًا ، بمن فيهم مانويل غاليتش ، إلى الرئيس بعد قمع الضمانات الدستورية لم ترد الحكومة بشكل إيجابي على هذه المذكرة ، حيث هاجمت المظاهرات التي وقعت في 25 يونيو من ذلك العام والتي أسفرت عن مقتل العديد من الأشخاص ، ونظرًا لوجود المعلمين القوي في الاحتجاجات، قدّم الرئيس استقالته في 1 يوليو 1944.

### الحكومات الثورية
في الأعوام 1944-1954 ، شغل العديد من المناصب بما في ذلك رئيس كونغرس جمهورية غواتيمالا ووزير التعليم ووزير الشؤون الخارجية وسفير غواتيمالا في أوروغواي والأرجنتين خلال حكومة أربينز. خلال فترة توليه منصب وزير التعليم العام ، والذي استمر لمدة 17 شهرًا ، قام بتشجيع إنشاء قسم محو الأمية وقسم التعليم الجمالي والتربية البدنية المدرسية ، بالإضافة إلى تشكيل وحدات تعليمية متنقلة.
في عام 1953 تم إرساله من قبل الرئيس جاكوبو أربينز لتأسيس السفارة الغواتيمالية في مونتيفيديو وفي عام 1954 تم تعيينه سفيرا غواتيمالا في بوينس آيرس ، الأرجنتين. عندما كان في هذا البلد ، تمت الإطاحة بالرئيس جاكوبو أربينز ، لذلك تقدم بطلب للجوء السياسي وبقي لمدة ثماني سنوات هناك.

## في كوبا
في عام 1963 انتقل إلى هافانا ، كوبا حيث تم تعيينه مديرا لمجلس الأمريكتين. شغل مناصب كأستاذ لتاريخ أمريكا اللاتينية في جامعة هافانا ؛ في مجلس الأمريكتين ، أسس جاليش قسم مسرح أمريكا اللاتينية والمجلة المشتركة ، والذي كرس جهودًا لا حصر لها ، إلى جانب عمله كمؤرخ وكاتب مقالات وأستاذ جامعي وصحفي ومساهم في منشورات مهمة.
لقد أنشأ شبكة صلبة بين المبدعين والمفكرين في المشهد الأمريكي ، والذي نما على مر السنين ، وقدم أفكاراً قيّمة عن مسرح ثقافات الأمريكيين الأصليين.

## أعماله
من بين أعماله السياسية ما يلي:
من الذعر إلى الهجوم (كتاب يستعرض الكفاح المدني ضد الجنرالات خورخي يوبيكو وفيديريكو بونس فايدس)

لماذا تحارب غواتيمالا: أريفالو وأربينز ، رجلان ضد إمبراطورية (1952)

الخريطة المنطوقة لأمريكا اللاتينية في عام مونكادا (1973)

عشر سنوات من الربيع (1944-1954) في بلد الطغيان الأبدي

ثورة أكتوبر: عشر سنوات من الكفاح من أجل الديمقراطية في غواتيمالا

أولياء أمورنا (1979)

القائمة الرئيسية في مسرحيته:
المتآمرون (1930)

الحمقى (1934)

السيد Gucub Caquix (1939)

المستشار تشاديجو (1940)

من المعيشة إلى رسمت (1943)

قصة على خشبة المسرح (1949)

الباص الأصفر (1950)

سمك عسير الهضم (1953)

البابا كريم

لا موجري (1953)

المرور (1956)

باكوال أباج (1966)

السيد جون تينور وأنا (1975)

مايجو ، بكالوريوس

## وفاته
توفي في هافانا ، كوبا في 31 أغسطس 1984 ، و دُفن هناك.

## تكريمه

### الأسبوع الأكاديمي الكوبي الغواتيمالي «مانويل غاليتش»
أقامت كلية العلوم السياسية بجامعة سان كارلوس دي غواتيمالا في الفترة من 4 إلى 8 مايو 2015 أسبوعاً للكاتب مانويل جاليتش تكريماً له ككاتب مسرحي ، و كسياسي وإيديولوجي لثورة 1944م